# Zwergdorsch
Der Zwergdorsch (Trisopterus minutus) ist ein Meeresfisch aus der Familie der Dorsche (Gadidae). Er kommt im nordöstlichen Atlantik und einigen Nebenmeeren vor. Sein Verbreitungsgebiet reicht vom Trondheimfjord an der Küste Mittelnorwegens und von den Färöer-Inseln bis an die Küsten Portugals und Marokkos. Er kommt auch in der gesamten Nordsee, im Skagerrak und Kattegatt, rund um die Britischen Inseln und in weiten Teilen des Mittelmeers vor.

## Merkmale
Der Zwergdorsch wird maximal 40 Zentimeter lang, bleibt für gewöhnlich aber bei einer Länge von 20 bis 25 Zentimetern. Er hat eine typische Dorschgestalt mit drei stachellosen Rücken- und zwei Afterflossen. Vom verwandten und ähnlichen Franzosendorsch kann er vor allem durch seine schlankere Gestalt unterschieden werden. Die vorn liegenden Flossenstrahlen der Bauchflossen sind leicht verlängert. Der Oberkiefer steht vor. Die Kinnbartel ist gut entwickelt, die Maullänge entspricht dem Augendurchmesser. Der Körper ist oberseits gelbbraun und wird auf der Bauchseite heller. Ein dunkler Fleck oberhalb der Brustflossenbasis ist nur schwach entwickelt. Der Anus liegt unterhalb des Hinterendes der ersten Rückenflosse.

## Lebensweise
Der Zwergdorsch lebt benthopelagisch über dem Schelf, auf Schlamm- und Sandböden in Tiefen von einem bis maximal 440 Metern, üblicherweise zwischen 15 und 250 Metern, im Mittelmeer oberhalb von 120 Metern. Er ernährt sich von kleinen Fischen und benthischen Wirbellosen, wie Krebstieren, Weichtieren und Ringelwürmern. Zwergdorsche sind gesellig. Das höchste dokumentierte Alter liegt bei fünf Jahren, die Geschlechtsreife erlangen sie im Alter von einem Jahr. Sie laichen in Tiefen von 50 bis 100 Metern, in der südlichen Nordsee und im Ärmelkanal von Februar bis April, im Mittelmeer von Dezember bis März. Die Eier sind pelagisch und haben einen Durchmesser von 1 mm. Gerade geschlüpfte Larven sind 2 bis 2,5 mm lang. Sie wachsen sehr schnell, nach einem Jahr sind die Fische im Schnitt 12 bis 14, nach zwei Jahren 17 bis 19 cm lang.
Der Zwergdorsch wird mit Schleppnetzen gefangen und zur Fischmehlproduktion, in Südeuropa auch als Speisefisch genutzt.